# Regional samverkan i Jämtlands län

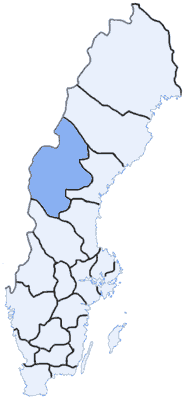
Jämtlands län

I Jämtlands län finns olika typer av regional samverkan: främst region Jämtland och även ett kommunförbund.

## Kommunförbundet

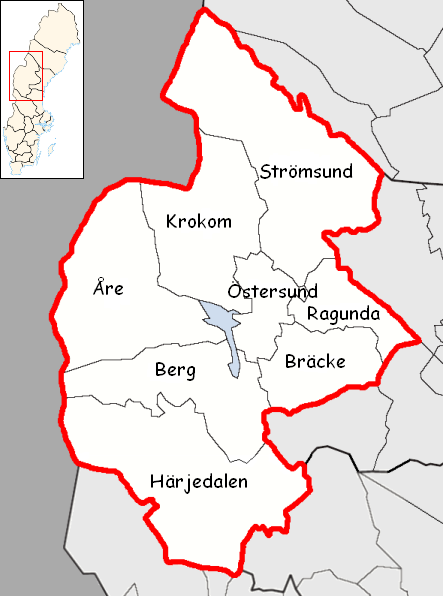
Kommunerna i Jämtlands län

Kommunförbundet är ett samarbetsorgan samt en intresse- och serviceorganisation för kommunerna i Jämtlands län. Kommunförbundets uppdrag är att:
- Stödja och utveckla den kommunala självstyrelsen
- Initiera och främja samverkan mellan kommunerna
- Bidra med kunskap till kommunernas anställda och förtroendevalda
- Bistå dem i deras verksamheter

### Kommunförbundets styrelse
Kommunförbundets styrelse har 13 ordinarie ledamöter.

## Övrigt
Samtliga kommuner i Jämtlands län förutom Ragunda och Bräcke är medlemmar i Inlandskommunerna Ekonomisk Förening (IEF) .